# Internationaux de Strasbourg 1989
Internationaux de Strasbourg 1989 — жіночий тенісний турнір, що проходив на відкритих кортах з ґрунтовим покриттям у Страсбургу (Франція). Належав до турнірів 2-ї категорії в рамках Туру WTA 1989. Відбувсь утретє і тривав з 22 до 28 травня 1989 року. Друга сіяна Яна Новотна здобула титул в одиночному розряді.

## Фінальна частина

### Одиночний розряд
Яна Новотна —  Патрісія Тарабіні 6–1, 6–2
- Для Новотної це був 6-й титул за сезон і 18-й — за кар'єру.

### Парний розряд
Мерседес Пас /  Юдіт Візнер —  Ліз Грегорі /  Гретхен Магерс 6–3, 6–3
- Для Пас це був 2-й титул за сезон і 14-й — за кар'єру. Для Візнер це був 1-й титул за рік і 4-й — за кар'єру.